# Mary Earps
Mary Alexandra Earps (Nottingham, 7 marzo 1993) è una calciatrice britannica, portiere del Paris Saint-Germain e della nazionale inglese.  Con la nazionale inglese, ha vinto il campionato europeo nel 2022 e la Finalissima nel 2023.
Il 30 dicembre 2023 è stata insignita dell'onorificenza di Membro dell'Ordine dell'Impero Britannico.

## Carriera

### Club
Nella stagione 2009-2010 Earps è stata promossa in prima squadra nel Leicester City in concorrenza con il portiere titolare Leanne Hall. La stagione successiva si è trasferita al Nottingham Forest. Non è scesa in campo nella sconfitta per via di un calcio di rigore da parte della Barnet nella finale di FA Women's Premier League Cup.
Il Doncaster Rovers Belles ha ingaggiato Earps a 18 anni immediatamente prima dell'inizio della stagione inaugurale 2011 della FA WSL. Il manager dei Belles John Buckley, fu lieto di assicurarsi i suoi servizi: "Ha un potenziale eccezionale e un futuro molto brillante davanti a lei". Earps ha iniziato a giocare regolarmente nella seconda parte della stagione 2011, poi si è trasferita in prestito al Coventry durante a stagione in corso.
Dopo aver giocato la stagione 2012 con il Doncaster, si è trasferita al Birmingham prima del 2013. Nel novembre 2013 ha esordito in UEFA Women's Champions League nella una vittoria per 5-2 contro lo Zorkij Krasnogorsk al St Andrew's. La presenza di Rebecca Spencer ha lasciato poco spazio a Earps a Birmingham, quindi è entrata a far parte della Bristol Academy nel 2014.
A Bristol ha giocato in tutte le partite tranne una nel 2014 e nel 2015. Ma dopo la retrocessione della squadra alla fine della sua seconda stagione, ha deciso di trasferirsi al Reading.
Nell'estate 2018 si trasferisce alle tedesche del Wolfsburg con le quali festeggia il double campionato-Coppa di Germania.
Il 12 luglio 2019 fa ufficialmente ritorno in Inghilterra, sottoscrivendo un contratto con il neopromosso Manchester United.
Il 29 giugno 2024 viene annunciato che Earps avrebbe lasciato il club al termine della stagione, dopo aver disputato 125 incontri in cinque annate con le Red Devils.
Il 1º luglio dello stesso anno viene annunciato il suo ingaggio a parametro zero da parte del Paris Saint-Germain, nella massima serie francese, con cui firma un contratto biennale.

### Nazionale

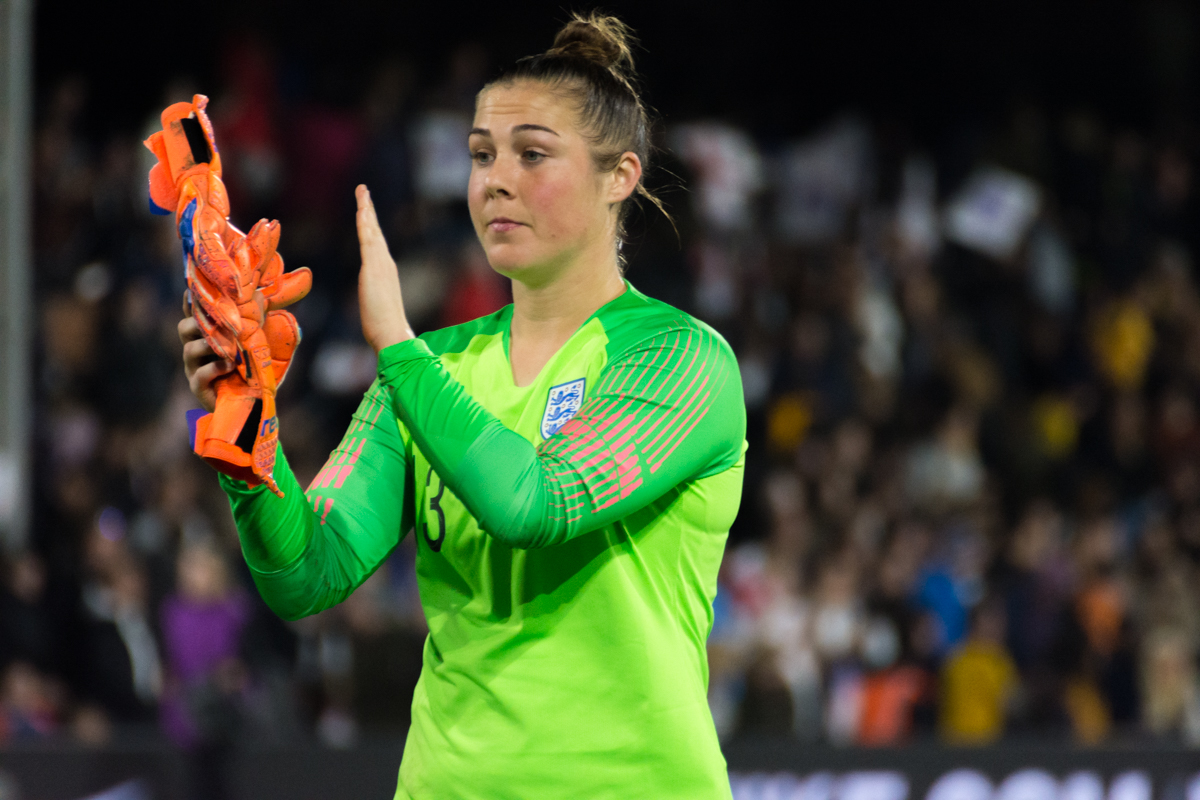
Earps con la nazionale maggiore inglese nel 2018, dopo una partita contro l'.

Earps ha giocato per la Nazionale Under-19 femminile dell'Inghilterra nel Campionato europeo under 19 ad Adalia, in Turchia. Si è guadagnata le lodi per le sue prestazioni nonostante l'uscita della fase a gironi dell'Inghilterra. Nel luglio 2013 Earps, in quanto studentessa dell'Università di Loughborough, ha aiutato la formazione del Regno Unito a vincere la medaglia d'oro alle Universiadi estive del 2013 a Kazan', in Russia.
A seguito degli infortuni di Karen Bardsley e Rachel Brown-Finnis, è stata convocata per la prima volta in nazionale maggiore inglese per una partita di qualificazione per la Coppa del Mondo FIFA femminile dell'aprile 2014 contro il Montenegro al Falmer Stadium di Brighton and Hove. Nel settembre 2015 è tornata in nazionale per la vittoria per 8-0 delle qualificazioni al campionato europeo 2017 contro l'Estonia.
Nel giugno 2017 Earps è stata convocata per la preparazione antecedente al Campionato europeo femminile di calcio 2017 come quarto portiere.
L'8 maggio 2019 è stata convocata per la Coppa del Mondo femminile FIFA 2019. Inoltre ha giocato le precedenti amichevoli contro la Danimarca il 25 maggio 2019 e la Nuova Zelanda il 1º giugno 2019.

## Palmarès

### Club
- Campionato tedesco: 1

Wolfsburg: 2018-2019
- Coppa di Germania: 1

Wolfsburg: 2018-2019
- FA Women's Cup: 1

Manchester United: 2023-2024

### Nazionale
- SheBelieves Cup: 1

2019
- Arnold Clark Cup: 2

2022, 2023
- Campionato d'Europa: 1

2022
- Finalissima: 1

2023

### Individuale
- The Best FIFA Women's Goalkeeper: 2

2022, 2023
- Miglior portiere dell'anno IFFHS: 1

2023

## Nella cultura di massa
Nel novembre 2024 diviene la prima calciatrice nella storia a poter vantare una statua di cera presso il museo Madame Tussauds di Londra.